# Parafia Matki Bożej Szkaplerznej w Świętajnie
Parafia Matki Bożej Szkaplerznej w Świętajnie – rzymskokatolicka parafia leżąca w dekanacie Olecko – Niepokalanego Poczęcia Najświętszej Maryi Panny należącym do diecezji ełckiej. Erygowana w 1962. Mieści się pod numerem 16.